# Хордад
Хордад (персийски: خرداد) е третият месец на годината според иранския календар.
Той се състои от 31 дни и е трети месец на пролетта. Спрямо Григорианския календар месец хордад е между 22 май и 21 юни.

## Етимология
Месеците на иранския календар носят имената на зороастрийските язати. Хордад произлиза от Хаурватат, един от седемте божества Амеша Спента и на авестийски език означава цялост.

## Официални празници
- 14 хордад – Кончина на имам Хомейни
- 15 хордад – Въстание срещу шаха Мохамед Реза Пахлави през 1963 г.

## Събития и чествания
- 1 хордад – Празник на топлината.
- 1 хордад – Честване на Молла Садра, мюсюлмански философ и теолог.
- 6 хордад – Празник на името Хордад.
- 29 хордад – Кончина на Али Шариати, ирански теолог.